# الممزق العبدي
الممزق العبدي واسمه شأس بن نهار بن أسودة بن جزيل، وهو من بني لكيز بن أفصى بن عبد القيس. ومما هو جديرٌ أنْ يُذكر، أن المثقب العبدي هو خاله. أمّا عِلّةُ تلقيبه بالمُمَزَّقِ فالراجح أنه لبيت شعر قاله وهو:

## شعره
مما أورد له المفضل الضبي في مختاراته المشهورة باسم المفضليات قصيدة صغيرة من أبيات، ومطلعها:
وهي قصيدة تتجلى فيها حكمة الممزق ورقة شِعره، كما أنها تُعَدّ في باب الخواطر.